# Smoszewo

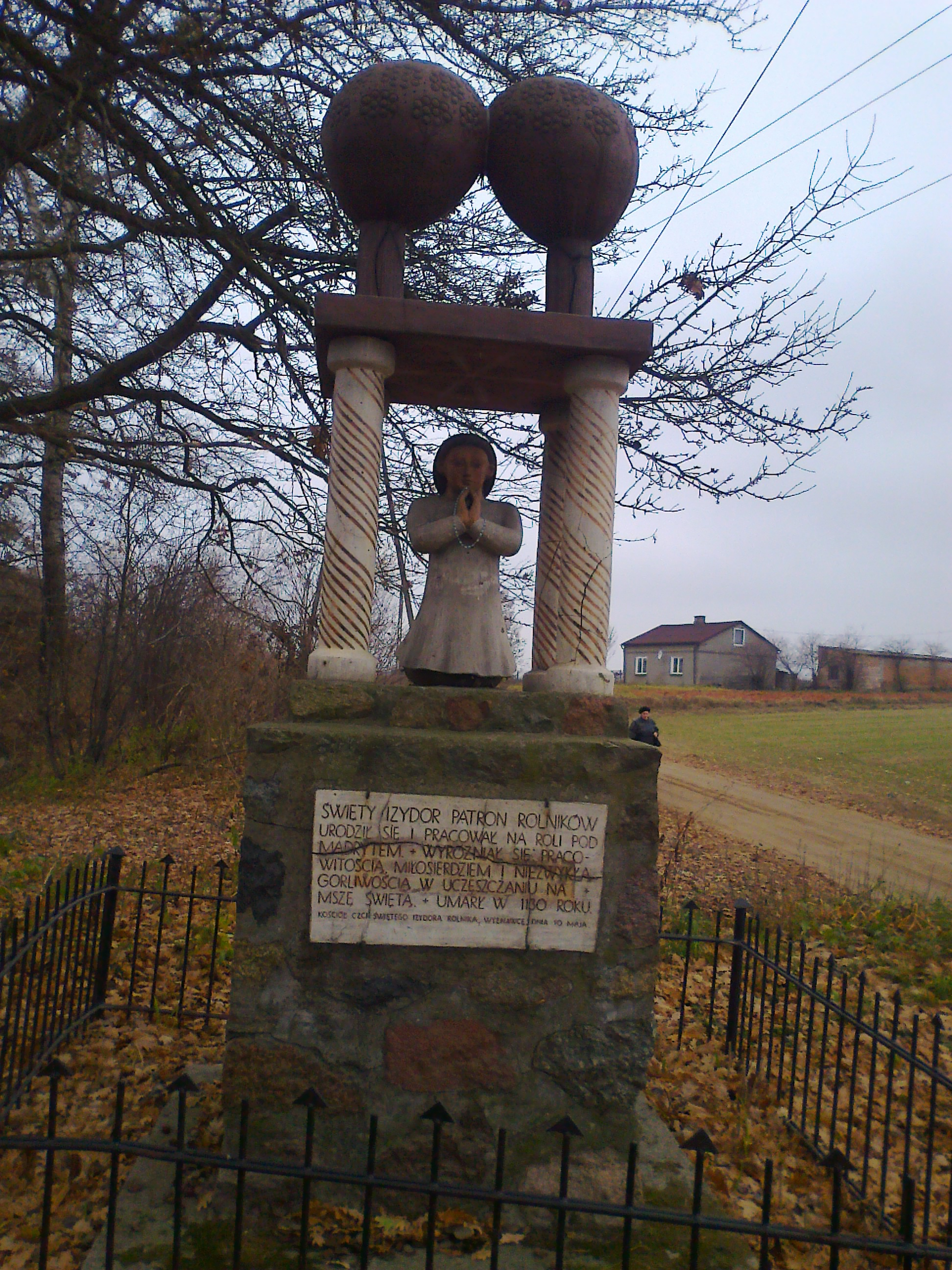
kapliczka Św. Izydora w Smoszewie

Smoszewo – kolonia w Polsce położona w województwie mazowieckim, w powiecie nowodworskim, w gminie Zakroczym.
Admionistracyjnie kolonia ma status sołectwa.
Prywatna wieś szlachecka położona była w drugiej połowie XVI wieku w powiecie zakroczymskim ziemi zakroczymskiej województwa mazowieckiego.
1 I – 8 XII 1973 w gminie Czerwińsk nad Wisłą w powiecie płońskim. W latach 1975–1998 miejscowość administracyjnie należała do województwa warszawskiego. 
Smoszewo posiada oczyszczalnię ścieków i częściowo kanalizację. Nad Wisłą obok kościoła z 1975 roku znajduje się Nadzorcówka, w której mierzy się poziom wody w Wiśle.
Smoszewo jest siedzibą rzymskokatolickiej parafii św. Mateusza.
Parafia obsługuje także mieszkańców Wólki Przybojewskiej, Goławina, Miączynka, Miączyna, Wygody Smoszewskiej, Mocht i Emolinka. 

## Historia
Pierwsza wzmianka o Smoszewie pochodzi z 1294 r. Parafia w Smoszewie powstała najprawdopodobniej około 1385 r. w czasach rządów bpa Ścibora z Radzymina. Pierwsza wzmianka o drewnianym kościele pochodzi z 1389 r. Z wizytacji w 1599 r. pochodzi wzmianka, że drugi kościół – także drewniany – nosił wezwanie św. Mateusza Apostoła. Trzeci drewniany kościół ufundowali kolatorzy Maria i Zygmunt Lasoccy w 1738 r. W sierpniu 1971 roku drewniany kościół z 1738 roku został podpalony i całkowicie spłonął. Nowy murowany kościół projektu prof. Stanisława Marzyńskiego ukończono w 1975 roku. 
Nad Wisłą od strony Leoncina zachował się betonowy podjazd do rzeki, związany ze zbudowanym w latach 1944/45 w tym miejscu drewnianym mostem przez Wisłę. Most uległ uszkodzeniu w czasie ciężkiej zimy 1945/46. W Wiśle na wysokości Smoszewa znajduje się w nurcie rzecznym ogromny głaz, na którym od wielu lat rozbijają się statki. Dawniej na Wiśle były zapalane w miejscach oznaczonych na mapie lampy naftowe. Trudniły się tym przez pokolenia rodziny rybaków wiślanych. 

## Zabytki
- Pałac Smoszewskich z lat 30 XX wieku w stylu eklektycznym. Powstał na wschód od starszego dworu z XVIII wieku. Nowy pałac wzniesiono dla senatora Aleksandra Heimana-Jareckiego na wysokiej wiślanej skarpie i ozdobiono czterokolumnowym portykiem z tarasem. Rezydencję otacza starszy 7 ha park krajobrazowy. W latach 1939–1945 mieściło się w nim sanatorium dla niemieckich lotników, a do 1949 roku Dom Dziecka. Później był w nim Dom Wczasów Dziecięcych – prewentorium. Po pożarze w 1960 roku, w którym spłonęło II piętro i poddasze, przebudowano najwyższą kondygnację zmieniając kształt dachu. Od 1964 roku mieściła się w nim Stołeczna Przychodnia Medycyny Szkolnej, a następnie schronisko młodzieżowe. Zabudowania gospodarcze przy dworze uległy całkowitemu zniszczeniu. W pałacu były organizowane spotkania malarzy z Warszawy (ASP i EAS), obecnie jest to obiekt prywatny,
- układ urbanistyczny wsi niemieckiej wraz z zabytkowymi zabudowaniami. Drewniane domy kryte dachówką sprowadzono z Finlandii w roku 1940 i zostały zbudowane dla kolonistów niemieckich i pilotów, którzy szkolili się na lotnisku trawiastym w Kroczewie,
- cmentarz obok wsi na wzgórzach i w wąwozach, przed którym znajduje się stara kapliczka.